# Soera De Lasteraar
Soera De Lasteraar is een soera van de Koran.
De soera is vernoemd naar de lasteraar die gewaarschuwd wordt in de eerste aya. Hij wordt in deze soera vermaand.